# Курманджи (диалект курдского языка)
Курманджи́ (северноку́рдский; Zaravayê Kurmancî, زەراڤایێ کورمانچی) — крупнейший по численности носителей из диалектов курдского языка, распространенный в юго-восточной Турции, северной Сирии, северо-восточном Ираке, северо-западном Иране, и, в связи с историческими событиями, в Хорасане и Закавказье.
Объединяет в себе восемь взаимопонятных разновидностей. Литературный язык на курманджи сложился в XIV веке н. э.. Является также языком богослужения у езидов. Использование курманджи было запрещено в Сирии с 1958 по 2011 гг. и в Турции с 1924 по 2013 гг.. Люди, говорившие, певшие и писавшие на нём, заключались в тюрьму.

## Этимология
В современном севернокурдском языке название Kurmancî полностью равно названию Kurdî и означает «курдский». Тем не менее в Высоком Средневековье (XI—XIV века) название выглядело как kwrd-manī и означало «курдоподобный», «похожий на курдский». Оно являлось экзоэтнонимом, который использовался соседними персами и оседлыми курдами для обозначения племён, кочевавших к югу от озера Ван.
Между XII—XIII вв. добавился тюркский суффикс -jī и отпал труднопроизносимый -d- в середине слова. Так название kwrd-manî перешло в Kurmancî.
В Дахуке и двух районах провинции Эрбиль (Мергасур и Соран) курды говорят на юго-восточном говоре диалекта курманджи и используют для письма соранский алфавит. Исторически они называли свой язык Behdînî (букв. «благоверный»), но впоследствии местное население предпочло лингвоним Kurdî, а Behdînî теперь используется как обозначение подразновидности курдского языка.

### Эздики
Среди некоторых езидов глоссоним Ezidîkî используется по отношению к курманджи для отделения себя от остальных курдов, в то время как эздики ничем не отличается от курманджи. Были случаи, когда пытались доказать, что эздики — самостоятельный от курдского язык, утверждая, что он является семитским по происхождению. Эти заявления критиковались как основанные не на научных данных и не имеющие научного консенсуса.
25 января 2002 года Армения ратифицировала Европейскую хартию региональных языков и поставила курдский язык под защиту государства.

### Неоднозначность термина
Исторически название Kurmancî использовалось как самоназвание также некоторыми курдами, говорящими на других курдских диалектах.
Многие заза (говорящие на диалекте зазаки) именовали свой язык Kirmanckî, в то время как севернокурдский они называли Kirdaskî «курдоподобный», что частично сохраняется до сих пор, ибо «зазаки» — оскорбительный экзоэтнонимом, который никогда не использовался самими носителями как самоназвание.
Часть племени Шехбизини, говорящем на диалекте лаки, часто включаемом с состав южнокурдского, проживает в Турции и называет свой язык Kirmancekî.
Хотя диалект сорани откололся от курманджи ещё в XVII веке, его носители, как упоминается в источниках, продолжали ещё некоторые время именовать свой язык Kurmancî.
С XII по XVIII века курды, называющие свой язык Kurmancî, в значительной степени ассимилировали курдов, называющих его просто Kurdî. Во второй половине XX века произошло обратное и название Kurmancî стало меньше использоваться самим коренным населением и его интеллигенцией. В настоящее время название Kurmancî в качестве самоназвания народа и языка распространено у 21—43 % курдского населения, что значительно ниже, чем в XVI веке (около 57 %).
В научной среде, во избежание путаницы, термином «курманджи» принято обозначать только севернокурдский диалект.

## Лингвогеография
Курманджи распространён во всех частях Курдистана (Турция, Сирия, Ирак, Иран), странах постсоветского пространства, странах Европы и США.
В Турции и Сирии большинство курдов говорит на курманджи (в Ираке и Иране — преимущественно на сорани).

### Численность носителей
Численность говорящих оценивается в 18,7 миллионов человек на 2025 год, но их число в Турции постепенно сокращается из-за вековой ассимиляционной политики. Это наиболее распространённая форма курдского языка, а также используемый язык для некоторых некурдских меньшинств в Курдистане, включая ассирийцев, армян, чеченцев, черкесов и болгар.
| Страна        | Родной язык | Второй язык | Общий        | %      |
| ------------- | ----------- | ----------- | ------------ | ------ |
| Турция        | 8 727 000   | 300 000     | ▼ 9 500 000  | 11,1 % |
| Ирак          | 2 940 000   | 160 000     | ▲ 3 100 000  | 6,8 %  |
| Сирия         | 2 130 000   | 800 000     | ▲ 2 930 000  | 12,3 % |
| Иран          | 1 530 000   | 70 000      | ▲ 1 600 000  | 1,9 %  |
| Другие страны | 1 800 000   | 200 000     | ▲ 2 000 000  |        |
| Всего         | 17 127 000  | 1 530 000   | ▲ 19 230 000 |        |

### Диалектное членение
Курманджи содержит в себе множество взаимопонятных разновидностей, которых, в общих чертах, можно выделить всего восемь:
- Юго-западный курманджи:
  - Турция: Адыяман, Газиантеп, Шанлыурфа, Стамбул;
  - Сирия: Алеппо
  - Франция;
  - Германия.
- Южный курманджи:
  - Сирия: Аль-Хасака, Дайр-эз-Заур;
  - Ирак: Синджар;
  - Турция: Мардин, Батман, Стамбул, частично Шанлыурфа, Диярбакыр и Ширнак;
  - Франция;
  - Германия.
- Юго-восточный курманджи (бахдини):
  - Турция: Хаккяри, Ширнак, встречается также в западной Турции;
  - Ирак: Дохук, частично Эрбиль;
  - Великобритания;
  - США.
- Северо-западный курманджи:
  - Турция: Стамбул, Кахраманмараш, Малатья, Сивас;
  - Германия.
- Северный курманджи (сархади):
  - Турция: Агры, Эрзурум, Муш, Стамбул, частично Ван, Бингёль, Диярбакыр и Битлис;
  - СНГ: Казахстан, Армения, Россия, Кыргызстан и Грузия;
  - Германия.
- Хорасанский курманджи:
  - Иран: Северный Хорасан, Хорасан-Резави
  - Туркмения.
- Анатолийский курманджи:
  - Турция: Конья, Анкара, Аксарай
  - Германия.
- Батумский курманджи (курманчи)[47]:
  - Турция: Артвин и Самсун;
  - СНГ: Казахстан, Кыргызстан, Россия и Грузия.

## История
На курманджи писали многие известные курдские поэты, такие как Ахмад Хани (1650—1707). Он также распространён среди курдов, исповедующих езидизм; на нём составляются молитвы.

## Отличия от сорани
По корневому составу и фонетике курманджи и сорани почти полностью одинаковы. Между ними присутствует большое количество когнатов в лексике, но в сорани бо́льшее количество заимствований из арабского, в то время как в курманджи — из турецкого языка. В курманджи также имеется более двухсот слов армянского происхождения, что не встречается в сорани.
С точки зрения исторической эволюции, курманджи более консервативен, чем сорани, как по фонетической, так и по морфологической структуре. Так, сорани, в отличие от курманджи, утратил категории рода и падежа. На сорани повлияла, среди прочего, бо́льшая культурная близость к другим языкам, на которых говорят курды региона, в том числе арабскому. Значительные различия в морфологии затрудняет понимание северных и центральных курдов. Это связано с морфологической перестройкой, которой подверглись в Средневековье большинство иранских языков.
Сорани отличается от курманджи по шести грамматическим пунктам, что, по-видимому, является проявлением влияния горани на сорани:
1. пассивное спряжение: пассивная морфема сорани -r-/-ra соответствует -y-/-ya — в горани и зазаки, в то время как курманджи использует вспомогательный hatin;
2. определённый суффикс -eke, также встречающийся в зазаки;
3. усиливающаяся послеглагольный глагол -ewe, соответствующая дословному vê в курманджи;
4. конструкция «открытого соединения» с суффиксом -e для определённых существительных;
5. сохранение энклитических личных местоимений, которые исчезли в курманджи и в зазаки;
6. упрощённая система изафета.

## Морфология

### Местоимения

#### Личные местоимения
| Лицо     | Единственное число                        | Множественное число             |
| -------- | ----------------------------------------- | ------------------------------- |
| 1-е лицо | Ez, min (зависит от падежа)               | Em, me (зависит от падежа)      |
| 2-е лицо | Tu, te (зависит от падежа)                | Hûn, we (зависит от падежа)     |
| 3- лицо  | Ew, м.р. ewî ж.p. ewe (зависит от падежа) | Ewana, wana (зависит от падежа) |

### Существительные

#### Определённость и неопределённость
Используются определённые и неопределённые артикли.
В качестве определённого — указательные местоимения единственного числа ev «этот», ew «тот» и множественного числа evan «эти», еwan «те».
- Неопределённые артикли: -ek (от yek «один»), -ne или -ine (от hine «несколько», «некоторый», «некий»).

#### Роды и падежи
В отличие от сорани, сохранились остатки падежной системы: прямой падеж, косвенный и звательный. Также, в отличие от сорани, сохранилось деление существительных на мужской и женский род, причём в женском роде выступают почти все географические названия, термины и заимствованные слова.

#### Изафет
Подобно персидскому языку, используется изафет — форманты -а, -ê, -î, -êt, -ên, -ne, -е.

### Имя числительное
| Русский язык | Курманджи | Русский      | Курманджи | Русский     | Курманджи |
| ------------ | --------- | ------------ | --------- | ----------- | --------- |
| один         | yek       | одиннадцать  | yanzdeh   |             |           |
| два          | do        | двенадцать   | donzdeh   | двадцать    | bîst      |
| три          | sê        | тринадцать   | sêzdeh    | тридцать    | sî        |
| четыре       | çаr       | четырнадцать | çardeh    | сорок       | çil       |
| пять         | рênс      | пятнадцать   | panzdeh   | пятьдесят   | pêncî     |
| шесть        | şeş       | шестнадцать  | şanzdeh   | шестьдесят  | şêst      |
| семь         | hevt      | семнадцать   | hîvdeh    | семьдесят   | heftê     |
| восемь       | heyşt     | восемнадцать | hejdeh    | восемьдесят | heştê     |
| девять       | neh       | девятнадцать | nozdeh    | девяносто   | nehwêd    |
| десять       | deh       | сто          | sed       | тысяча      | hezar     |

Числа после двадцати, как и в русском языке, обозначаются сочетанием названий десятков с названиями единиц: sî «тридцать», çil «сорок». При образовании названий сотен сначала идёт счёт единиц сотен, а потом следует слово sed «сто»: dused «двести», sêsed «триста», çarsed «четыреста».

### Глагол
В единственном числе глагол имеет формы трёх лиц, во множественном числе — лишь одна форма на in, общая для всех трёх лиц. При спряжении глагола в различных временах и наклонениях употребляются три формы личных окончаний: полные, усечённые и вторичные.

### Синтаксис
Обычный порядок слов в курманджи: субъект-дополнение-глагол.

## Письменность
Современный курдский латинизированный алфавит имеет следующий вид:
| A a | B b | C c | Ç ç | D d | E e | Ê ê | F f | G g | H h | I i |
| Î î | J j | K k | L l | M m | N n | O o | P p | Q q | R r | S s |
| Ş ş | T t | U u | Û û | V v | W w | X x | Y y | Z z |     |     |

### Езидская письменность
Известны две езидских рукописи религиозного содержания, написанные оригинальным езидским письмом. Время их написания является предметом дискуссии — называются как XI—XII, так и XVII века. Кроме того, ряд специалистов считает эти рукописи подделкой XIX века. Рукописи были впервые опубликованы в 1911 году. По оценкам исследователей езидское письмо является развитием несторианского либо яковитского письма.
В 2013 году Духовный совет езидов Грузии принял решение о возрождении езидского письма. С этой целью письмо езидских рукописей было реформировано — добавлено несколько новых знаков, а ряд ранее использовавшихся из алфавита исключён. Ныне реформированный езидский алфавит используется в религиозной практике в езидском храме в Тбилиси, а в 2018 году на нём вышел сборник молитв.